# Iwri Gitlis
Iwri Gitlis, Ivry Gitlis (hebr. עברי גיטליס; ur. 22 sierpnia 1922 w Hajfie, zm. 24 grudnia 2020 w Paryżu) – izraelski skrzypek, a także ambasador dobrej woli UNESCO.

## Życiorys
Rodzice muzyka byli ukraińskimi Żydami, a on sam urodził się w Hajfie. Pierwsze skrzypce dostał w wieku pięciu lat, a w wieku dziesięciu lat dał swój pierwszy koncert. Kiedy grę młodego Gitlisa usłyszał skrzypek Bronisław Huberman, wysłał go na studia do Konserwatorium Paryskiego. W wieku trzynastu lat zdobył swoją pierwszą nagrodę. Po ukończeniu szkoły był m.in. uczniem Carla Flescha, George’a Enescu oraz Jacques’a Thibauda. W 1939 wyjechał do Anglii. Kiedy wybuchła wojna pracował w fabryce amunicji, a później w oddziale angielskiej armii zajmującym się rozrywką.
W 1951 zadebiutował w Paryżu, grając recital w Salle Gaveau. Artysta grał z najbardziej prestiżowymi orkiestrami, takimi jak Wiener Philharmoniker, Berliner Philharmoniker, czy New York Philharmonic. W 1968 uczestniczył w nagraniu programu muzycznego The Rolling Stones Rock and Roll Circus, gdzie występował wraz z supergrupą rockową The Dirty Mac. W 1971 Bruno Maderna napisał dla niego pieśń zatytułowaną „Piece for Ivry”.
Od 1990 był ambasadorem dobrej woli UNESCO. Projekt, który wspierał to wspomaganie edukacji i kultury pokoju oraz tolerancji. Od końca lat 60. mieszkał na stałe w Paryżu.
Grał na różnych instrumentach, m.in. na skrzypcach Stradivarius „Chant du Cygne” z 1737, „Ysaye” Guarnerius del Gesù i „Sancy” Stradivarius z 1713.